# Маяк (Мордовия)
Маяк — поселок Торбеевского района Республики Мордовия в составе Жуковского сельского поселения. 

## География
Находится на расстоянии примерно 7 километров по прямой на север-северо-восток от районного центра поселка Торбеево.

## Население
Постоянное население составляло 46 человек (русские 72%) в 2002 году, 24 в 2010 году .